# Rezolucja Rady Bezpieczeństwa ONZ nr 266
Rezolucja Rady Bezpieczeństwa ONZ nr 266 została przyjęta jednomyślnie 10 czerwca 1969 r.
Rada potwierdziła swoje poprzednie rezolucje w kwestii cypryjskiej oraz przedłużyła mandat Sił Pokojowych ONZ na Cyprze na kolejne miesiące, do dnia 15 grudnia 1969 r.
Rada wezwała również wszystkie zaangażowane strony do dalszego działania z największą powściągliwością oraz pełną współpracę z siłami pokojowymi.